# محایل عسیر
محایل عسیر (به عربی: محايل عسير) یک منطقهٔ مسکونی در عربستان سعودی است که در استان عسیر واقع شده‌است.